# ایزابلا، حاکم بیروت

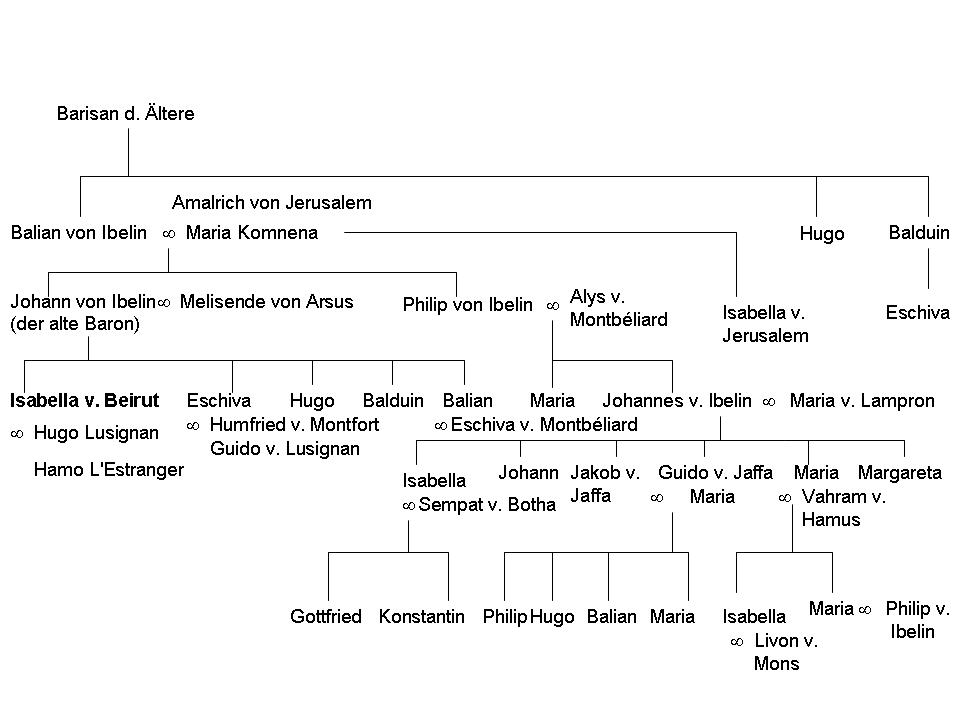
شجره نامه ایزابلا

ایزابلا، حاکم بیروت انگلیسی: Isabella of Beirut، بانو و حاکم بیروت از سال ۱۲۶۴ تا زمان مرگ در سال ۱۲۸۲ بود. همچنین وی مقام ملکه قبرس را نیز در اختیار داشت.